# بتروفيتنام
بتروفيتنام هو الاسم التجاري لمجموعة فيتنام للزيت والغاز (باللغة الفيتنامية: Tập đoàn Dầu khí Quốc gia Việt Nam ). تطورت بتروفيتنام بسرعة منذ إنشائها في عام 1977 ،  وتغطي أنشطتها الآن، من خلال مختلف شركاتها وفروعها المملوكة بالكامل، جميع العمليات بدءًا من التنقيب عن النفط والغاز وإنتاجهما إلى التخزين والمعالجة والنقل والتوزيع والخدمات. وهي مملوكة بالكامل للحكومة المركزية الفيتنامية، وهي مسؤولة عن جميع موارد النفط والغاز في البلاد وأصبحت أكبر منتج للنفط في البلاد وثاني أكبر منتج للطاقة.

## عمليات
تقوم شركة بتروفيتنام أيضًا بأنشطة استكشاف في ماليزيا وإندونيسيا ومنغوليا وميانمار والجزائر ، وتقوم باسترداد النفط في العراق وماليزيا .

## التعاون الدولي
من أجل المساعدة في دفع التكاليف الناجمة عن انفجار في أعماق المياه العميقة، تخطط بي بي لبيع حصصها في الممتلكات الغازية والنفطية في فيتنام. وتحتفظ بملكية مشتركة لمثل هذه المشروعات - حقل غاز لان تاي لان وخط أنابيب نام كون سون - مع مؤسسة النفط والغاز الطبيعي و بتروفيتنام و كونوكو فيلبس . علاوة على ذلك، سيتم إعطاء شركائها الأولوية عند شراء أسهمها في حالة موافقة هانوي على الصفقة. أبدت الهند اهتمامها بشراء أصول شركة بريتيش بتروليوم لتأمين موارد الطاقة اللازمة لاقتصادها سريع النمو.
في عام 2010 ، حصلت مجموعة بتروفيتنام على قرض بقيمة مليار دولار من عائدات السندات الحكومية و بي إن بي باريبا لمصنع مصفاة روث كويت لتكرير النفط رقم 1 ، في فيتنام، والذي بدأ التشغيل بقدرة إنتاجية 100 ٪ في أغسطس 2010.

## الشركات التابعة والمشاريع المشتركة
- شركة بتروفيتنام لاستكشاف الإنتاج (PVEP)
- بتروفيتنام غاز كوربوريشن (PV Gas)
  - فيتنام شركة أنابيب الغاز الصلب المشتركة (الكهروضوئية الأنابيب) [8]
- بتروفيتنام أويل كوربوريشن (PV Oil)
- شركة بتروفيتنام للطاقة (الطاقة الكهروضوئية)
- مصفاة بنه المحدودة (BSR)
- شركة بيتك للتجارة والاستثمار

تمتلك بتروفيتنام حصصًا مسيطرة في الشركات التالية:
- بتروفيتنام الحفر & حسنا الخدمات مساهمة شركة (PV الحفر)
- بتروفيتنام الخدمات التقنية مساهمة شركة (PTSC)
- بتروفيتنام النقل مساهمة شركة (PV ترانس)
- بتروفيتنام المالية مساهمة شركة (PVFC)
- بتروفيتنام التأمين مساهمة شركة (PVI)
- بتروفيتنام الخدمات العامة مساهمة شركة (Petrosetco)
- بتروفيتنام البناء مساهمة شركة (بولي كلوريد الفينيل)
- بتروفيتنام الأسمدة والمواد الكيميائية مساهمة شركة (PVFCCo)
- طين الحفر مساهمة شركة (DMC)
- مشروع مشترك Vietsovpetro (VSP)
- بتروفيتنام البتروكيماويات الألياف شركة مساهمة (PV تكس) ، وهو مشروع مشترك مع صانع النسيج فينتاتكس لبناء فيتنام أول البوليستر الألياف النباتية. المصنع سوف يكون موجودا في هايفونج واستخدام المنتجات من تكرير النفط.[9]
- فيتنام الطاقة التفتيش شركة مساهمة (EIC)
- فوك وهو ميناء البناء والاستثمار شركة مساهمة (PAP)
- بتروفيتنام الاستثمار في مجال البناء مستشار شركة مساهمة (PCIC)

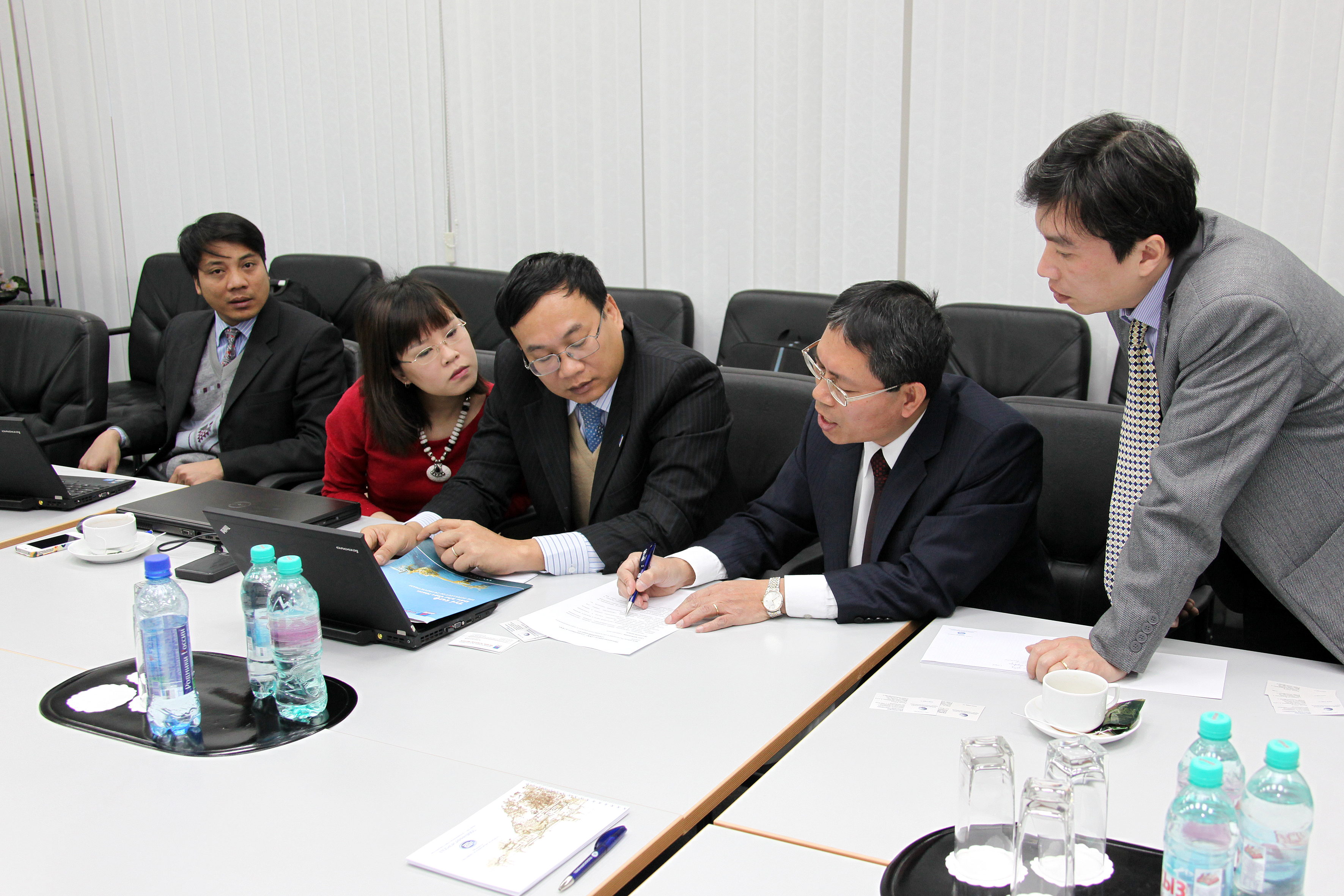
خبراء من بتروفيتنام العمل في TyumenNIIgiprogas. تيومين، روسيا. 2014.

جنبا إلى جنب مع شركة غازبروم أنشأت الشركة فيت غاز بروم.

## روابط خارجية
- الموقع الرسمي
- شركة بتروفيتنام لتوريد القوى العاملة والخدمات نسخة محفوظة 24 أكتوبر 2021 على موقع واي باك مشين.
- معلومات من فيتنام النفط والغاز المجموعة